# José Antônio de Figueiredo Rodrigues
José Antônio de Figueiredo Rodrigues (Sobral, 2 de outubro de 1873 — ?, 18 de junho de 1949]]) foi um político brasileiro. Exerceu o mandato de deputado federal constituinte pelo Ceará em 1934.
Em 1898, formou-se pela Faculdade de Medicina do Rio de Janeiro, trabalhando ali entre 1900 e 1907 como preparador de histologia. 
Foi chefe dos serviços médicos do Lloyde Brasileiro a partir de 1917 e assumiu a função de inspetor-geral do porto do Rio de Janeiro em 1920.
Transferiu-se para o Amazonas, onde exerceu a medicina, foi chefe do Serviço de Saneamento do estado e iniciou sua vida política. Elegeu-se deputado federal em 1921, apoiando a Reação Republicana, movimento que apoiava a candidatura de Nilo Peçanha em oposição à de Artur Bernardes, postulante eleito, na disputa pela presidência da República.  Rodrigues deixou o cargo em 1923.
Era favorável à Aliança Liberal, e retornou ao Ceará e para eleger-se deputado à Assembléia Nacional Constituinte na legenda da Liga Eleitoral Católica, em 1933. Assumiu o cargo no mesmo ano, mantendo o cargo até 1937, já que teve o primeiro mandato estendido até 1935 depois da promulgação da Constituição e depois sendo reeleito no pleito de 1934.  Com a chegada do Estado Novo, que suprimiu os órgãos legislativos do país, perdeu a cadeira no Congresso. 